# Екологічна ніша

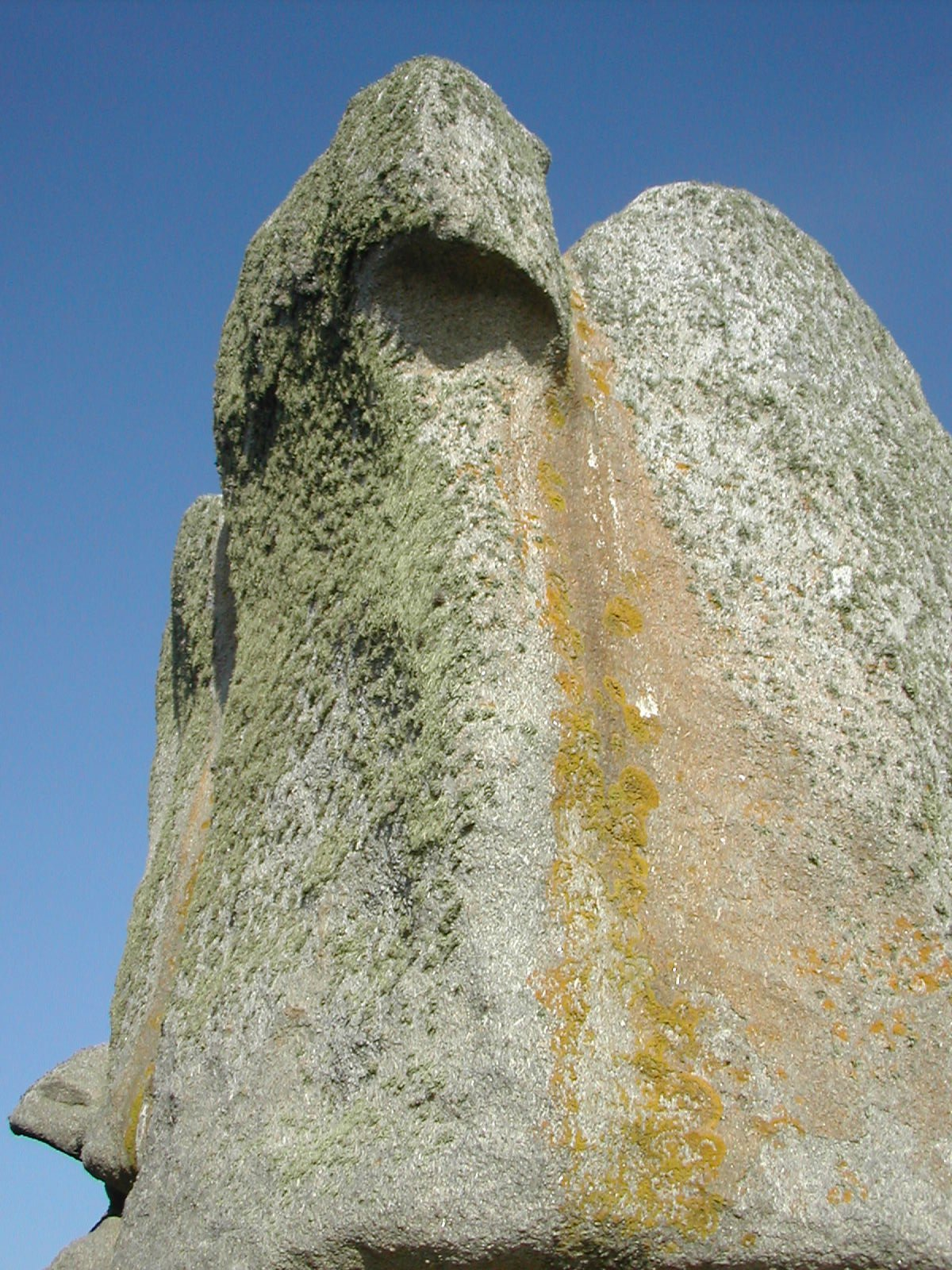
Два види лишайників, що займають різні екологічні ніші на одній скелі (на сонячному та затіненому боці)

Розподіл ніш в залежності від вологості і рН ґрунту в околицях Берліна

Екологічна ніша — термін в екології, що описує взаємовідносини виду або популяції з екосистемою, та їхнє в ній розташування. Лаконічнішим визначенням поняття може бути формулювання «спосіб життя організму». Екологічна ніша (як поняття) описує також як організм, популяція або вид відповідають на особливості розподілу ресурсів та/або конкурентів (тобто, скажімо, збільшуючи свою чисельність при надлишку ресурсів та відносно малій кількості хижаків, паразитів та патогенних факторів) та як ці суб'єкти, в свою чергу, впливають на аналогічні фактори (тобто, обмежують життєві ресурси для інших організмів, виступають в ролі харчового ресурсу для хижаків, і хижаком — для інших видів).
Різні параметри екологічної ніші представляють вплив різноманітних біотичних та абіотичних факторів. До цих факторів можуть належати життєвий цикл організму, параметри його природного середовища, місце в харчовому ланцюзі та в харчовій піраміді, географічне розповсюдження тощо. Відповідно до принципа Гаузе, або принципу витіснення, ніякі два види не можуть займати одну і ту ж екологічну нішу в тому самому середовищі впродовж тривалого часу.
Різні види можуть займати однакові ніші, а один і той самий вид може займати різні екологічні ніші в географічно різних місцерозташуваннях. Так, наприклад, види, що населяють австралійські сухі рівнини (в основному великі сумчасті), займають однакову екологічну нішу з копитними, що населяють степи Євразії та прерії Північної Америки.

## Історія поняття
Саме по собі слово «ніша» для опису даного поняття було введене натуралістом Джозефом Грінеллом (Joseph Grinnell) в 1917 році, в його статті «The niche relationships of the California Thrasher» («Нішеві взаємовідносини у каліфорнійських пересмішників»). Тим не менше, поняття «екологічна ніша» лишалось нерозробленим та маловживаним в науковому обігу до 1927 року, коли британський еколог Чарльз Сазерленд Елтон дав перше концептуальне визначення даного поняття. Він, зокрема, зазначив: "Коли еколог каже «ось іде борсук», він повинен мати на увазі деяку концепцію розташування цієї тварини в угрупованні, до якого вона належить, так само, як коли він каже «ось іде священик». В майбутньому концепція екологічної ніші була популяризована зоологом Евеліном Хатчинсоном в 1958 році. Хатчинсон намагався зрозуміти та сформулювати, чому в одному і тому ж середовищі може жити велика кількість організмів різного типу. Повний набір варіацій умов навколишнього середовища (біологічних та фізичних), при яких організм може існувати, був визначений ним як «фундаментальна ніша», або «теоретично можлива ніша». В результаті тиску з боку (або взаємодії з) інших організмів види звичайно змушені займати вущу нішу, ніж теоретично можлива; ця вуща ніша отримала назву «реалізована ніша». Реалізована ніша є такою, до якої даний організм найбільш адаптований.

Також екологічна ніша була визначена Хатчинсоном як «гіпероб'єм». Під цим терміном він мав на увазі багатовимірний простір ресурсів (світло, поживні речовини, придатні місця для життя, і т.ін.) доступні та використані організмами деякого виду або популяції.

Пов'язане з поняттям екологічної ніші поняття «адаптивна зона» визначається як набір екологічних ніш, котрі можуть бути зайняті групою видів, що використовують однакові ресурси однаковим чином.

Треба зауважити, що поняття «ніша», як воно було сформульоване Хатчинсоном (як екологічний простір, зайнятий організмами), є дещо відмінним від поняття «ніші» у формулюванні Грінелла (екологічна роль, яку може виконувати (або не виконувати) деякий організм).

Теорія екологічної ніші пройшла довгий шлях розвитку від перших спроб визначити нішу як цілісну функціональну одиницю через диференційоване вивчення окремих її показників до створення сучасної концепції цілісного опису екологічної ніші виду. Важливим кроком на цьому шляху стало виявлення цілісних властивостей кормової поведінки, які є ключовими системними ознаками, що зумовлюють функціональну єдність ніші при структурній множинності складових її елементів. Кормова поведінка характеризує екологічну нішу виду як ціле, впливає на формування і синтезує в собі всі інші ознаки виду. Тому вивчення системних властивостей поведінки і розробка методів їх опису служать одними з найбільш актуальних і перспективних напрямів досліджень в теорії екологічної ніші, поведінкової екології та екології угруповань.

Розвиток екології і в першу чергу теорії екологічної ніші призводить до суттєвого підвищення значущості екологічних досліджень у вирішенні багатьох важких питань еволюційної теорії. За допомогою концепції одномірної ієрархічної ніші стало можливим визначити екологічну нішу виду як цілісну функціональну одиницю при множинності складових її структурних елементів і виявити єдність еволюційного процесу як закономірний результат спільної дії різноманітних екологічних і генетичних чинників еволюції. Завдяки точному знанню специфічних екологічних вимог організмів до середовища проживання і характеру біотичних відносин відкриваються широкі перспективи для вивчення механізмів видоутворення і кращого розуміння сутності та природи біологічного виду.

## Останні дослідження
Аналіз екологічних ніш 50 видів рослин, частина яких свого часу проникла з  Північної Америки до  Євразії, а частина - з Євразії до Північної Америки, показав, що ці переселення не супроводжувалися змінами їх ніш (відношенням до абіотичних факторів). Цей результат виглядає дещо несподіваним на тлі інформаційного буму з приводу загрози біологічних  інвазій.